# Bahnstrecke Bzenec–Moravsky Písek
| Kursbuchstrecke (SŽ): | 342                  |                                             |                                             |
| Streckenlänge: | 4,190 km             |                                             |                                             |
| Spurweite: | 1435 mm (Normalspur) |                                             |                                             |
| Streckenklasse: | C3                   |                                             |                                             |
| Maximale Neigung: | 6 ‰                  |                                             |                                             |
| Streckengeschwindigkeit: | 80 km/h              |                                             |                                             |
| |                      |                                             |                                             |
| \| \| \| von Brno dolní nádraží (vorm. StEG) \| \| \| \| 77,674 \| Bzenec früher Bisenz Stadt \| Bzenec früher Bisenz Stadt \| \| \| \| nach Vlárský průsmyk (seit 1938) \| \| \| \| 80,100 \| Bzenec-Olšovec \| Bzenec-Olšovec \| \| \| 80,229 0,000 \| \| \| \| \| \| nach Vlárský průsmyk (bis 1938; vorm. StEG) \| \| \| \| \| vlečka cukrovar \| \| \| \| \| von (Wien–) Břeclav (vorm. KFNB) \| \| \| \| 1,635 \| Moravský Písek früher Bisenz-Písek \| Moravský Písek früher Bisenz-Písek \| \| \| \| nach Petrovice u Karviné (vorm. KFNB) \| \| |                      |                                             |                                             |
| Strecke |                      | von Brno dolní nádraží (vorm. StEG)         | von Brno dolní nádraží (vorm. StEG)         |
| Bahnhof | 77,674               | Bzenec früher Bisenz Stadt                  | Bzenec früher Bisenz Stadt                  |
| Abzweig geradeaus und nach rechts |                      | nach Vlárský průsmyk (seit 1938)            | nach Vlárský průsmyk (seit 1938)            |
| Haltepunkt / Haltestelle | 80,100               | Bzenec-Olšovec                              | Bzenec-Olšovec                              |
| Kilometer-Wechsel | 80,229 0,000         |                                             |                                             |
| Abzweig geradeaus und ehemals nach rechts |                      | nach Vlárský průsmyk (bis 1938; vorm. StEG) | nach Vlárský průsmyk (bis 1938; vorm. StEG) |
| Abzweig geradeaus und ehemals nach links |                      | vlečka cukrovar                             | vlečka cukrovar                             |
| Abzweig geradeaus und von rechts |                      | von (Wien–) Břeclav (vorm. KFNB)            | von (Wien–) Břeclav (vorm. KFNB)            |
| Bahnhof | 1,635                | Moravský Písek früher Bisenz-Písek          | Moravský Písek früher Bisenz-Písek          |
| Strecke |                      | nach Petrovice u Karviné (vorm. KFNB)       | nach Petrovice u Karviné (vorm. KFNB)       |

Die Bahnstrecke Bzenec–Moravský Písek ist eine Eisenbahnverbindung in Tschechien, die ursprünglich als Teil der Lokalbahn Bisenz–Gaya erbaut und betrieben wurde. Die kurze Verbindungsbahn zweigt bei Bzenec (Bisenz) aus der Bahnstrecke Brno–Vlárský průsmyk ab und führt nach Moravský Písek, wo sie in die Bahnstrecke Břeclav–Petrovice u Karviné einmündet.

## Geschichte
Die Lokalbahn Bisenz–Gaya wurde von dem Grazer Zivilingenieur Oscar Baron Lazarini erbaut und am 20. Juli 1884 in Betrieb genommen. Sie  wurde am 1. Juli 1884, noch vor der Eröffnung, von der priv. Österreichisch-ungarischen Staatseisenbahngesellschaft (StEG) aufgekauft und bis 1887 in die neugebaute Wlarabahn von Brünn zum Wlarapass einbezogen.
Der verbliebene, eigenständige Abschnitt der Lokalbahn Bisenz–Gaya zwischen Bisenz (nun Bisenz-Pisek) und Bisenz Stadt wurde von der StEG nunmehr als kurze Verbindungsbahn zur Nordbahn betrieben. Nach der Verstaatlichung der StEG am 15. Oktober 1909 gehörte die Strecke Bisenz-Pisek–Bisenz Stadt zum Netz der k.k. Staatsbahnen (kkStB). Im Fahrplan von 1912 waren acht gemischte Zugpaare 2. und 3. Klasse verzeichnet, die in beiden Richtungen jeweils elf Minuten benötigten.
Am 13. Mai 1938 wurde im Zusammenhang mit dem zweigleisigen Ausbau der Wlarabahn ein eigenes Gleis für die Strecke Bzenec–Moravský Písek zwischen Bzenec und dem Bahnkilometer 80,229 in Betrieb genommen und die dortige Abzweigstelle aufgelassen. Der Beginn der Strecke liegt seitdem in Bzenec.

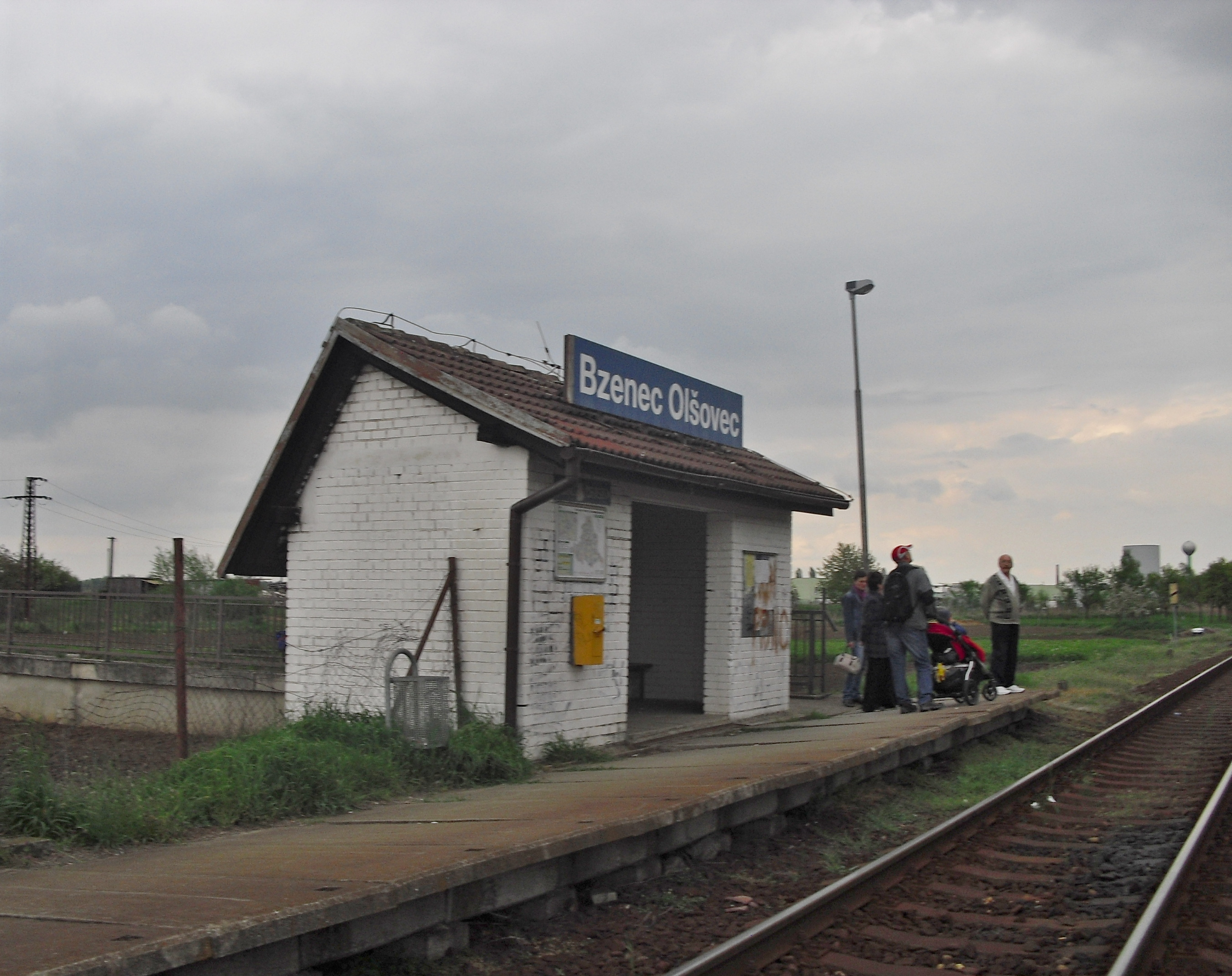
Haltestelle Bzenec-Olšovec (2014)

Im Zweiten Weltkrieg lag die Strecke zur Gänze im Protektorat Böhmen und Mähren. Betreiber waren jetzt die Protektoratsbahnen Böhmen und Mähren (ČMD-BMB). Am 9. Mai 1945 kam die Strecke wieder vollständig zu den ČSD.
Am 1. Januar 1993 ging die Strecke im Zuge der Auflösung der Tschechoslowakei an die neu gegründeten České dráhy (ČD) über. Seit 2003 gehört sie zum Netz des staatlichen Infrastrukturbetreibers Správa železniční dopravní cesty (SŽDC).
Im Fahrplan 2019 wird die Strecke in einem angenäherten Halbstundentakt von Personenzügen bedient. Werktags verkehren 25 Personenzugpaare täglich, an Wochenenden 22.
Bis 2025 soll die Strecke Bzenec–Moravský Písek zusammen mit dem Abschnitt Brno–Veselí nad Moravou der Wlarabahn modernisiert und elektrifiziert werden.

## Fahrzeugeinsatz

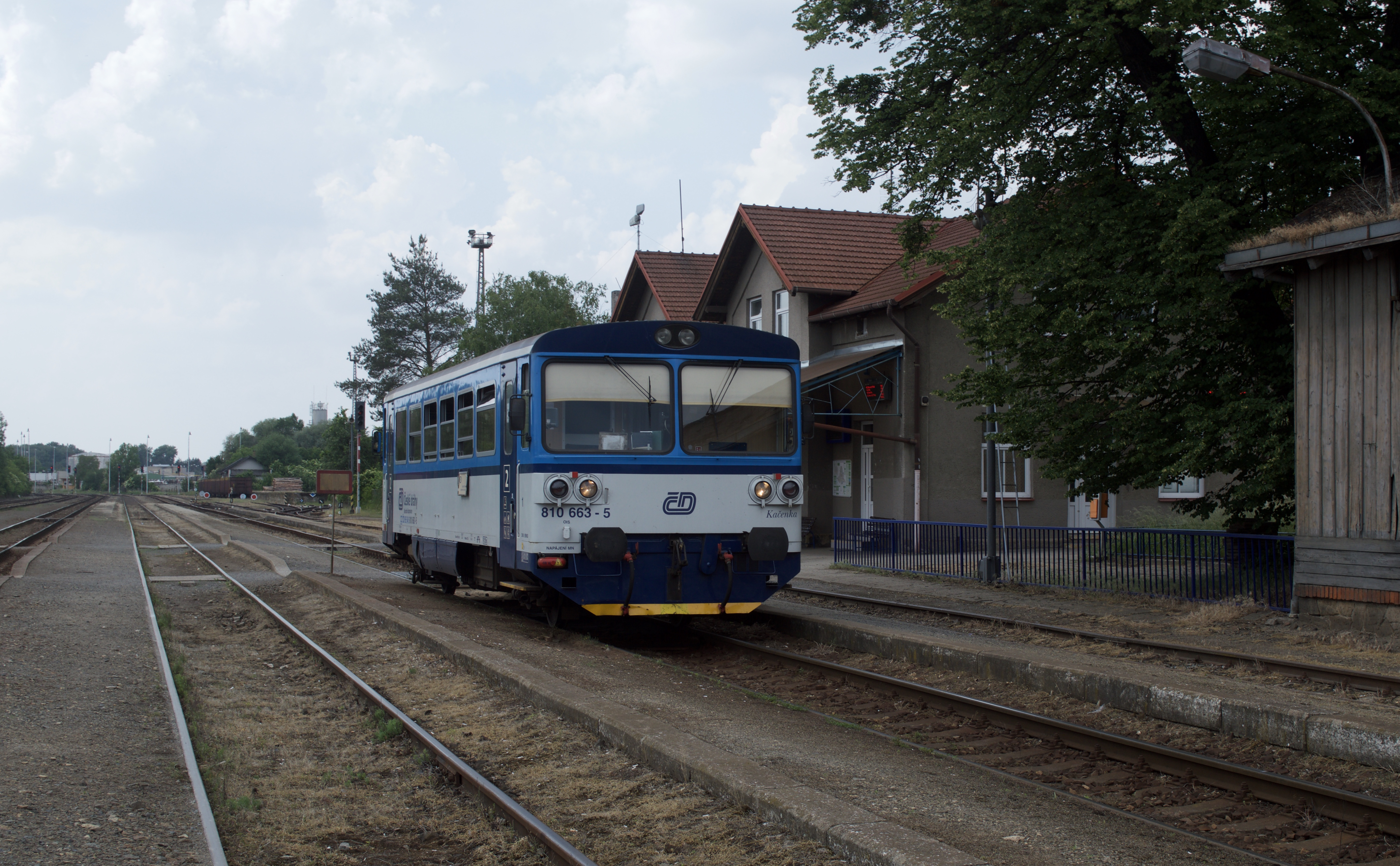
ČD-Baureihe 810 (Bahnhof Bzenec, 2018)

Im Jahr 2019 verkehren alle Reisezüge zwischen Bzenec und Moravský Písek mit Triebwagen der ČD-Baureihe 810.